# Pär Lagerkvist
Pär Lagerkvist (født 23. maj 1891, død 11. juli 1974) var en svensk forfatter og digter, der især er kendt for romanerne Dværgen (1944), Det evige smil (1920), Barabbas (1950) og erindringsbogen Gæst hos virkeligheden (1925). I 1916 udkom hans gennembrudsværk digtsamlingen Ångest, der er båret af en stærk ekspressionisme og temaer som uro, angst og livets absurditet optager ham. Under indtryk af tidens ekstreme strømninger i 1930'erne engagerede han sig i en kritisk humanisme, der kommer til udtryk i Bøddelen (1933). Han beskæftiger sig gerne med livets store spørgsmål, det ensomme menneskes søgen efter en mening eller en Gud.

## Værker på dansk
- 1939 Det evige smil (sv. Det evige leendet 1920)
- 1945 Bøddelen (sv. Bödeln, 1933)
- 1946 Bedske Fortællinger (sv. Onda sagor, 1924)
- 1949 Gæst hos virkeligheden og anden prosa
- 1950 Barabbas (sv. Barabbas, 1950)
- 1945 Dværgen (sv. Dvärgen, 1944)
- 1956 Sibyllen (sv. Sibyllan, 1956)
- 1960 Ahasverus død (sv. Ahasverus död, 1960)
- 1962 Pilgrim på havet (sv. Pilgrim på havet, 1962)
- 1965 Det hellige land (sv. Det heliga landet, 1965)
- 1967 Mariamne (sv. Mariamne, 1967)
- 1972 Aftenland, digte (sv. Aftonland, 1953)

En række af hans værker foreligger udgivet i serien Gyldendals Tranebøger: Barabbas (T 97), Dværgen (T 157), Bøddelen (T 180), Gæst hos virkeligheden (T 198) og Det evige smil (T 242).